# سعید رحمت‌زاده
سعید رحمت‌زاده نمایندهٔ شهرستان صومعه‌سرا در دوره دوازدهم مجلس شورای اسلامی است. وی با کسب ۲۴٬۷۶۰ رأی برگزیده شد.